# Kubok SSSR 1989-1990
La Kubok SSSR 1989-1990 fu la 49ª edizione del trofeo. Vide la vittoria finale della Dinamo Kiev, che così conquistò il suo nono titolo.

## Formula
Fu confermata la formula della precedente edizione i turni con gare di andata e ritorno furono utilizzati per i sedicesimi e gli ottavi di finale, mentre per i restanti turni (tutti ad eliminazione diretta) si giocava una gara unica; in caso di parità si ricorreva ai tempi supplementari; in caso di ulteriore parità venivano calciati i tiri di rigore; nel caso di gare di andata e ritorno valeva la regola dei gol fuori casa.
Le squadre partecipanti furono 80 ed erano previsti in tutto sette turni: i primi due turni erano su gare di sola andata ed erano riservate a tutte le 22 squadre che nel 1989 militavano in Pervaja Liga e 42 della Vtoraja Liga. Dai sedicesimi entravano in gioco le 16 squadre che militavano in Vysšaja Liga 1989, che disputavano l'andata in casa.

## Risultati

### Primo turno
Gara unica: tutte le partite furono disputate il 2 maggio 1989.
| Squadra 1                | Risultato             | Squadra 2             |
| ------------------------ | --------------------- | --------------------- |
| Zvezda Perm'             | 2 – 3 (dts)           | Guria Lanchkhuti      |
| Zenit Iževsk             | 0 – 1                 | Neftçi Baku           |
| Vorskla                  | 3 – 0                 | Tavrija               |
| Cement Novorossijsk      | 2 – 1 (dts)           | Kotayk'               |
| Traktor Pavlodar         | 0 – 2                 | Qairat                |
| Torpedo Taganrog         | 1 – 2                 | Šinnik                |
| Torpedo Rjazan'          | 1 – 3                 | Spartak Nal'čik       |
| Tekstilščik Tiraspol     | 1 – 1 (dts) (5-3 dcr) | Nistru Kišinëv        |
| Sokol Saratov            | 6 – 3                 | T'orp'edo Kutaisi     |
| Sokhibkor Khalkabad      | 1 – 1 (dts) (4-2 dcr) | Geolog Tjumen'        |
| SKA Odessa               | 2 – 1                 | Chaika Sebastopoli    |
| Podol'e                  | 0 – 2                 | Okean Kerč            |
| Novbahor Namangan        | 3 – 0                 | Energetik Qostanay    |
| Metallurg Rustavi        | 3 – 2                 | Dinamo Batumi         |
| Meliorator Şımkent       | 1 – 1 (5-4 dcr)       | SKA Rostov            |
| Lokomotiv Chita          | 1 – 0                 | Kuzbass Kemerovo      |
| Kryl'ja Sovetov Kujbyšev | 1 – 0                 | Spartak Ordžonikidze  |
| Kryvbas                  | 2 – 1                 | Daugava Rīga          |
| Khimik Grodno            | 1 – 0                 | SKA Karpaty           |
| Kasansayets Kasansay     | 1 – 4                 | Paxtakor              |
| Kəpəz                    | 0 – 1                 | CSKA Mosca            |
| Irtyš Omsk               | 1 – 0 (dts)           | Uralmaš               |
| Gastello Ufa             | 1 – 2                 | Goyazan Kazakh        |
| Dinamo Vologda           | 1 – 0                 | Saturn                |
| Dinamo Stavropol'        | 3 – 0                 | Zarja Kaluga          |
| Družba Majkop            | 1 – 2                 | Rostsel'maš           |
| Dnepr Mogilëv            | 1 – 0                 | Bukovyna Černivci     |
| Atlantas                 | 1 – 2                 | Metalurh Zaporižžja   |
| Amur Blagoveščensk       | 2 – 0                 | Neftyanik Fergana     |
| Alga Frunze              | 3 – 0                 | Metallurg Novokuzneck |
| Kolos Nikopol'           | 1 – 0                 | Fakel Voronež         |
| Zorja                    | 1 – 0                 | Kuban'                |

### Secondo turno
Gara unica: tutte le partite furono disputate il 1º giugno 1989.
| Squadra 1                | Risultato | Squadra 2           |
| ------------------------ | --------- | ------------------- |
| Guria Lanchkhuti         | -         | Irtyš Omsk          |
| Tekstilščik Tiraspol     | 3 – 0     | Khimik Grodno       |
| Spartak Nal'čik          | 0 – 4     | Cement Novorossijsk |
| Rostsel'maš              | 1 – 2     | Dinamo Vologda      |
| Paxtakor                 | 1 – 0     | Alga Frunze         |
| Okean Kerč               | 0 – 4     | Metalurh Zaporižžja |
| Novbahor Namangan        | 3 – 0     | Sokhibkor Khalkabad |
| Kryl'ja Sovetov Kujbyšev | 4 – 0     | Metallurg Rustavi   |
| Qairat                   | 2 – 0     | Meliorator Şımkent  |
| Goyazan Kazakh           | 1 – 2     | Neftçi Baku         |
| Dinamo Stavropol'        | 1 – 0     | Kolos Nikopol'      |
| Dnepr Mogilëv            | 1 – 4     | Kryvbas             |
| Amur Blagoveščensk       | 2 – 0     | Lokomotiv Chita     |
| Vorskla                  | 1 – 0     | SKA Odessa          |
| Šinnik                   | 1 – 0     | Zorja               |
| CSKA Mosca               | 4 – 2     | Sokol Saratov       |

### Terzo turno
Turno disputato su gare di andata e ritorno: le partite di andata furono disputate tra il 29 giugno e il 14 luglio 1989, mentre quelle di ritorno tra il 17 e il 18 luglio 1989.
| Squadra 1            | Totale      | Squadra 2                | Andata | Ritorno |
| -------------------- | ----------- | ------------------------ | ------ | ------- |
| Amur Blagoveščensk   | -           | Metalist                 | 2 - 3  | -       |
| Vorskla              | 2 - 6       | Žalgiris                 | 1 - 0  | 1 - 5   |
| Neftçi Baku          | 2 - 4       | Rotor                    | 2 - 1  | 0 - 3   |
| Paxtakor             | 6 - 2       | CSKA Pamir               | 3 - 2  | 3 - 0   |
| Novbahor Namangan    | 0 - 7       | Dinamo Tbilisi           | 0 - 5  | 0 - 2   |
| Dinamo Stavropol'    | 3 - 5       | Dinamo Mosca             | 1 - 3  | 2 - 2   |
| Cement Novorossijsk  | 0 - 2       | Dinamo Minsk             | 0 - 1  | 0 - 1   |
| Qairat               | 1 - 4       | Dinamo Kiev              | 0 - 1  | 1 - 3   |
| CSKA Mosca           | 3 - 3 (gfc) | Dnepr                    | 1 - 1  | 2 - 2   |
| Kryvbas              | 1 - 8       | Lokomotiv Mosca          | 1 - 3  | 0 - 5   |
| Guria Lanchkhuti     | 3 - 4       | Šachtar                  | 1 - 0  | 2 - 4   |
| Tekstilščik Tiraspol | 2 - 6       | Torpedo Mosca            | 2 - 2  | 0 - 4   |
| Šinnik               | 1 - 3       | Spartak Mosca            | 0 - 1  | 1 - 2   |
| Zenit Leningrado     | 2 - 9       | Kryl'ja Sovetov Kujbyšev | 2 - 5  | 0 - 4   |
| Metalurh Zaporižžja  | 1 - 2       | Čornomorec'              | 0 - 1  | 1 - 1   |
| Dinamo Vologda       | 4 - 4 (gfc) | Ararat                   | 2 - 4  | 2 - 0   |

### Ottavi di finale
Turno disputato su gare di andata e ritorno: le partite di andata furono disputate tra l'8 e il 12 settembre 1989, mentre quelle di ritorno tra il 30 settembre 1989 e il 7 marzo 1990.
| Squadra 1     | Totale      | Squadra 2                | Andata | Ritorno |
| ------------- | ----------- | ------------------------ | ------ | ------- |
| Dinamo Kiev   | -           | Dinamo Tbilisi           | 1 - 0  | -       |
| Paxtakor      | 2 - 3       | Metalist                 | 0 - 3  | 2 - 0   |
| Šachtar       | 0 - 1       | Kryl'ja Sovetov Kujbyšev | 0 - 0  | 0 - 1   |
| Rotor         | 3 - 4       | CSKA Mosca               | 3 - 2  | 0 - 2   |
| Žalgiris      | 1 - 4       | Lokomotiv Mosca          | 1 - 1  | 0 - 3   |
| Spartak Mosca | 2 - 2 (gfc) | Dinamo Minsk             | 2 - 1  | 0 - 1   |
| Čornomorec'   | 1 - 3       | Torpedo Mosca            | 1 - 0  | 0 - 3   |
| Dinamo Mosca  | 2 - 0       | Ararat                   | 1 - 0  | 1 - 0   |

### Quarti di finale
Le partite furono disputate in gare di sola andata il 19 e il 20 marzo 1990.
| Squadra 1       | Risultato       | Squadra 2                |
| --------------- | --------------- | ------------------------ |
| CSKA Mosca      | 3 – 1           | Kryl'ja Sovetov Kujbyšev |
| Metalist        | 0 – 1           | Dinamo Kiev              |
| Lokomotiv Mosca | 2 – 0           | Torpedo Mosca            |
| Dinamo Minsk    | 0 – 0 (4-5 dcr) | Dinamo Mosca             |

### Semifinali
Le partite furono disputate in gare di sola andata il 17 aprile 1990.
| Squadra 1    | Risultato       | Squadra 2       |
| ------------ | --------------- | --------------- |
| Dinamo Mosca | 0 – 0 (2-4 dcr) | Lokomotiv Mosca |
| Dinamo Kiev  | 4 – 2           | CSKA Mosca      |

### Finale
| Arbitro: | Timošenko (Rostov sul Don) |

|                     |           |                                                                |
| Mileškin 52’ (rig.) | Marcatori | 19’ Mychajlyčenko 30’ Rac 43’, 65’, 90’ Salenko 71’ Lytovčenko |